# Autoestrada A5
La Autoestrada A5, más conocida como Autoestrada da Costa do Estoril es una autopista de Portugal que une Lisboa, la capital de Portugal, con Cascais, pasando por Oieras, Carcavelos y Estoril. Esta tiene una longitud de 25 kilómetros.
El primer tramo fue abierto al tráfico en 1944 y su construcción finalizó en 1991. Es un eje principal en la conexión de la capital con la Costa de Estoril. La A5 comienza en el Viaducto Duarte Pacheco, donde enlaza con el Eje Norte-Sur (IP7), en las estribaciones de la Sierra de Monsanto, en plena ciudad de Lisboa. Luego se dirige al Valle do Jamor, donde se encuentra con Estadio Nacional y además enlaza con la A9 (CREL). A la vista de los Parques de Ciencia y Tecnología, la A5 sigue por Oieras, Carcavelos y Estoril. Finaliza junto al parque natural de Sintra-Cascais y a escasos kilómetros de la Praia do Guincho. Esta tiene 14 enlaces y 1 área de servicio.
La concesionaria de esta autopista es Brisa y está en régimen de peaje físico.

## Historia

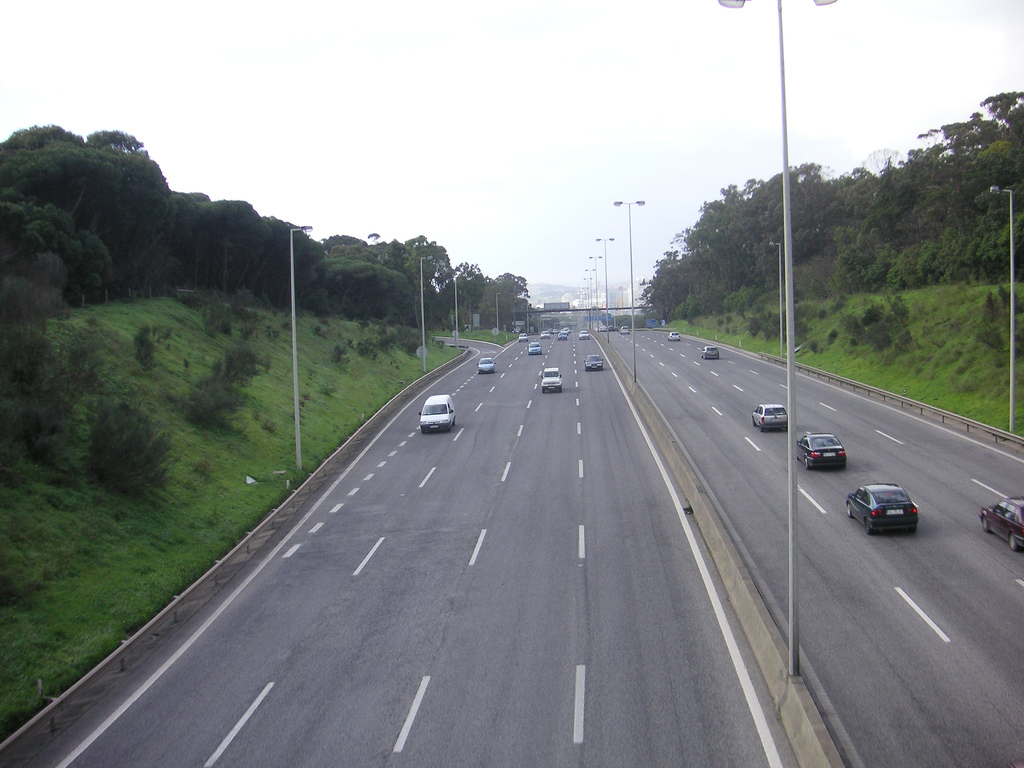
La A5 en Lisboa, donde atraviesa el Parque forestal de Monsanto.

El tramo Lisboa - Estadio Nacional de la actual A5, inaugurado en 1944, fue la primera autopista de Portugal y una de las primeras del mundo. Esta via inicialmente era denominada oficialmente como Estrada Nacional Nº 7 (EN 7), recibiendo la denominación actual de A5 cuando las autopistas portuguesas pasaron a tener una numeración propia.
Otro detalle curioso es que el antiguo circuito de Monsanto incluía un tramo de esta autopista. En 1959, se disputó en ese circuito el 2º Gran Premio de Portugal de Fórmula 1.
Después de la finalización de este primer tramo, tendrían que pasar tres décadas hasta el arranque de la prolongación de la autopista. En 1972, año de nacimiento de Brisa, el contrato de concesión encargaba a la concesionaria, entre otras tareas, la construcción del tramo de la entonces EN 7 hasta Cascais, iniciándose las obras al año siguiente. Sin embargo, el 25 de abril de 1974 se produjo un nuevo orden de prioridades y se dio primacía a la construcción de la A2 entre Setúbal y Fogueteiro. Las obras quedaron suspendidas durante años, sucediéndose informes que no consideraban la A5 como una vía prioritaria, hasta finales de los años 1980, durante el gobierno de Aníbal Cavaco Silva, quien decidió dar luz verde a la finalización de la A5, quedando concluida en 1991.
Desde entonces, la A5 ha sufrido sucesivas ampliaciones, primero entre Lisboa y Carnaxide y después (ya entre 2003 y 2005) en el tramo entre Carnaxide y Alcabideche.
Además, dada su reducida longitud en el momento de su finalización, los enlaces situados en el concejo de Cascais (entre Carcavelos y Cascais) solo permitían entrar a la A5 en dirección a Lisboa y salir de esta en dirección a Cascais. O sea, quien entraba entre dos enlaces situados en el concejo de Cascais solo podía salir entre Oeiras y Lisboa. Esto derivaba en el escaso tráfico que circulaba por la autopista dentro del concejo de Cascais. Por ello, en 1995 fueron abiertos los ramales en sentido Cascais del enlace en Carcavelos y, cuando se construyó la A16 en 2006, fueron abiertos los ramales del enlace de Estoril. Cuando se inauguró la nueva autopista, fueron abiertos los ramales del enlace de Alcabideche, donde se inicia la misma. El enlace de Birre mantiene su forma inicial.

## Tramos
| Tramo                                     | Estado (2012)      | km   |
| ----------------------------------------- | ------------------ | ---- |
| Lisboa - Estadio Nacional ( A 9 (CREL) )  | En servicio (1944) | 8,0  |
| Estadio Nacional ( A 9 (CREL) ) - Cascais | En servicio (1991) | 17,1 |

## Capacidad
| Sección                 | Capacidad | Longitud |
| ----------------------- | --------- | -------- |
| Lisboa - Carnaxide      |           | 5 km     |
| Carnaxide - Alcabideche |           | 17 km    |
| Alcabideche - Cascais   |           | 3 km     |

## Tráfico
La A5 es la autopista más congestionada de Portugal, siendo el tramo Lisboa - Estadio Nacional el más congestionado de toda la red viaria del país.
En horas punta (y también en horarios usualmente menos sobrecargados), esta autopista está normalmente 'congestionada, debido a la concentración de población que se sitúa cerca de la autopista. Una de las alternativas sin peaje a usar es la Avenida Marginal (N6), que también acostumbra a estar congestionada.
La siguiente tabla muestra los valores de tráfico medio:
| Tramo                     | TMD (03/2009) | TMD (09/2009) | TMD (03/2010) |
| ------------------------- | ------------- | ------------- | ------------- |
| Estadio Nacional - Oeiras | 128 530       | 130 465       | 126 881       |
| Oeiras - Carcavelos       | 83 947        | 85 875        | 81 159        |
| Carcavelos - Estoril      | 55 242        | 56 453        | 53 872        |
| Estoril - Cascais         | 40 519        | 39 748        | 38 296        |

## Tarifas[3]
| Clase de vehículo | Tarifa (2012) |
| ----------------- | ------------- |
| 1                 | 1,30 €        |
| 2                 | 2,60 €        |
| 3                 | 2,60 €        |
| 4                 | 2,60 €        |
| 5                 | 0,91 €        |

La tabla de la derecha muestra las tarifas que corresponden con el trayecto completo (Lisboa - Cascais). Los precios se fijan solamente en función de la clase del vehículo, sin tener en cuenta el trayecto realizado.
NOTA: Las clases hacen referencia a los siguientes tipos de vehículos:
- Clase 1: motocicletas y vehículos con una altura, medida en vertical desde el primer eje, inferior a 1,1 m, incluido si llevan remolque
- Clase 2: vehículos con dos ejes y una altura, medida en vertical desde el primer eje, igual o superior a 1,1 m.
- Clase 3: vehículos con tres ejes y una altura, medida en vertical desde el primer eje, igual o superior a 1,1m.
- Clase 4: vehículos con más de tres ejes y una altura, medida en vertical desde el primer eje, igual o superior a 1,1m.
- Clase 5: motocicletas y vehículos de la clase 1 que utilizan el sistema Vía Verde.

## Salidas
| Número de Salida                   | Nombre de Salida                                                         | Carretera que enlaza         |
| ---------------------------------- | ------------------------------------------------------------------------ | ---------------------------- |
|                                    | Lisboa ( Praça Marquês de Pombal )                                       | Viaducto Duarte Pacheco      |
| 1                                  | Lisboa ( Praça de Espanha ) Benfica - Odivelas Almada - Setúbal - España | IP 7 (Eje Norte-Sur) A 2     |
| 2                                  | Monsanto                                                                 |                              |
| 3                                  | Amadora - IC 19 Sintra Belém - Algés                                     | N 117                        |
| 4 Solo sentido Lisboa              | Miraflores - Buraca A 1 - A 8 - A 37 IC 19 Aeropuerto                    | A 36 (CRIL) IC 17 (CRIL)     |
| 5                                  | Linda-a-Velha Carnaxide                                                  |                              |
| 6A                                 | Estadio Nacional Cruz Quebrada                                           |                              |
| 6                                  | Loures - A 1 - A 8 - A 10 Queijas - Caxias                               | A 9 (CREL) N 6               |
| Área de servicio de Oeiras (km 10) |                                                                          |                              |
| 7                                  | Oeiras - Paço de Arcos Cacém - Porto Salvo                               | N 249-3                      |
| Peaje de Carcavelos (km 14)        |                                                                          |                              |
| 8                                  | Carcavelos - Parede São Domingos de Rana                                 | N 6-7 N 249-4                |
| 9                                  | Estoril Alcabideche                                                      | N 6-8                        |
| 10                                 | Alcabideche - Sintra Autódromo - Hospital                                | A 16                         |
| 10 Solo sentido Cascais            | Amoreira - Abuxarda                                                      | N 9                          |
| 11 Solo sentido Cascais            | Alvide - Birre                                                           | N 9 (3ª circular de Cascais) |
| 12                                 | Cascais Malveira da Serra                                                | N 9-1                        |